# 거비
거비(去卑, ?~?)는 후한(後漢) 말기에 태어나 삼국시대(三國時代)에 살았다. 거비는 남흉노(南匈奴) 우현왕(右賢王)(『위서(魏書)』는 좌현왕(左賢王)이라 함)이었으며 고승원(誥升爰)의 아버지였으며 반륙해(潘六奚)의 형이었고, 또한 오호십륙국(五胡十六國) 시기 하(夏)의 건립자 유발발(劉勃勃)의 5대조이다. 『북사(北史)』「파륙한상전(破六韓常傳)」에 의하면, 거비는 호주천(呼廚泉)의 숙부이며, 강거(羌渠)의 동생으로 나와 있다.
196년, 백파수(白波帥, 백파곡에서 일어난 황건적 잔당) 이락(李樂), 한섬(韓暹), 호재(胡才) 등과 함께 한 헌제(漢獻帝), 동승(董承) 등과 협조하여 장안(長安)에서 나와 낙양(洛陽)으로 도망갔으며, 이각(李傕)과 곽사(郭汜)와 교전하였다.
216年，호주천이 헌제에게 입조하였을 때에 관직을 수여받았으며, 조조를 만나 업(鄴)에 머물렀다. 거비는 우현왕의 지위로 남흉노 부락을 대리하였다.

## 후대
아들 유맹(劉猛)이 우현왕의 지위를 계승하였고, 후에 진(晉)에게 암살당하였다. 손자 유부륜(劉副侖)은 부락을 이끌고 선비(鮮卑) 탁발부(拓跋部)에 가입하였고, 독고부(獨孤部)의 시조가 되었다.
또다른 아들 고승원은 유맹이 피살된 후에 우현왕을 계승하여 철불부(鐵弗部)의지도자가 되었다.

## 참고자료
- 『진서(晉書)』
- 『위서(魏書)』
- 『자치통감(資治通鑒)』
- 『십육국춘추(十六國春秋)』